# Тазуэлл (округ, Иллинойс)
Та́зуэлл (англ. Tazewell County) — округ в штате Иллинойс, США. Официально образован в 1827 году. По состоянию на 2010 год, численность населения составляла 135 394 человека.

## География
По данным Бюро переписи США, общая площадь округа равняется 1 704,222 км2, из которых 1 680,912 км2 — суша, и 9,000 км2, или 1,400 % — это водоёмы.

## Население
По данным переписи населения 2000 года в округе проживает 128 485 жителей в составе 50 327 домашних хозяйств и 35 883 семей. Плотность населения составляет 76,00 человек на км2. На территории округа насчитывается 52 973 жилых строения, при плотности застройки около 32,00-х строений на км2. Расовый состав населения: белые — 97,40 %, афроамериканцы — 0,88 %, коренные американцы (индейцы) — 0,25 %, азиаты — 0,52 %, гавайцы — 0,01 %, представители других рас — 0,27 %, представители двух или более рас — 0,68 %. Испаноязычные составляли 1,04 % населения независимо от расы.
В составе 31,80 % из общего числа домашних хозяйств проживают дети в возрасте до 18 лет, 59,20 % домашних хозяйств представляют собой супружеские пары, проживающие вместе, 8,70 % домашних хозяйств представляют собой одиноких женщин без супруга, 28,70 % домашних хозяйств не имеют отношения к семьям, 24,80 % домашних хозяйств состоят из одного человека, 10,70 % домашних хозяйств состоят из престарелых (65 лет и старше), проживающих в одиночестве. Средний размер домашнего хозяйства составляет 2,49 человека, и средний размер семьи — 2,96 человека.
Возрастной состав округа: 24,40 % — моложе 18 лет, 8,10 % — от 18 до 24, 28,60 % — от 25 до 44, 24,00 % — от 45 до 64, и 24,00 % — от 65 и старше. Средний возраст жителя округа — 38 лет. На каждые 100 женщин приходится 96,80 мужчин. На каждые 100 женщин старше 18 лет приходится 94,10 мужчин.
Средний доход на домохозяйство в округе составлял 45 250 USD, на семью — 53 412 USD. Среднестатистический заработок мужчины был 41 148 USD против 24 781 USD для женщины. Доход на душу населения составлял 21 511 USD. Около 4,40 % семей и 6,30 % общего населения находились ниже черты бедности, в том числе — 7,40 % молодежи (тех, кому ещё не исполнилось 18 лет) и 5,20 % тех, кому было уже больше 65 лет.